# بيللي جراي
بيللي جراي (بالإنجليزية: Billy Gray)‏ هو ممثل أمريكي، ولد في 13 يناير 1938 بلوس أنجلوس في الولايات المتحدة.

## وصلات خارجية
- بيللي جراي على موقع IMDb (الإنجليزية)
- بيللي جراي على موقع الموسوعة البريطانية (الإنجليزية)
- بيللي جراي على موقع روتن توميتوز (الإنجليزية)
- بيللي جراي على موقع إن إن دي بي (الإنجليزية)
- بيللي جراي على موقع قاعدة بيانات الفيلم (الإنجليزية)